# QuickStart!!
『QuickStart!!』（くいっくすたーと!!）は、安達洋介による4コマ漫画。「くいすた」とも略される。テーブルトークRPG（TRPG）専門誌「ゲーマーズ・フィールド」において2005年12月発売号（10th SEASON vol.2)から2015年12月発売号（20th Season Vol.2）まで連載された。単行本は全4巻が『ゲーム・フィールドコミックス』として出版されている。
番外編の『QuickStart!!Ex』（くいっくすたーと!! いーえっくす）が「ゲーマーズ・フィールド別冊」に、『QuickStart'』（くいっくすたーと!! だっしゅ）がゲーム・フィールド会員用会報チラシ「ゲーマーズ・フィールドNEWS」に、それぞれ本編と並行して連載されている。『QuickStart!!Ex』は、Vol.15「矢野俊策の事件簿」掲載分以降、4コマ漫画ではない長編漫画バージョンが掲載される場合もある。
2010年7月には、『ゲーマーズ・フィールド別冊』Vol.20「まるごとQuickStart!!」で特集が組まれ、著者自身による書下ろしコミックや他のイラストレーターによる寄稿作品、同作を題材にしたリプレイ「本当のRPG」（後述）のほか、『ダブルクロス The 3rd Edition』と『ナイトウィザード The 2nd Edition』で使用できるサンプルキャラクター、『アルシャードガイアRPG』用のキャラクタークラスといった登場キャラクターのゲームデータ化もなされた。

## 概要
高等学校を舞台にした学園物コメディで、登場人物のほとんどが女子高生である。いずれも重度のTRPGファンという設定になっており、彼女たちのゲームに対する情熱や思い入れ、そのプレイ風景などをほのぼの、コミカルに描き、人気連載となっている。4コマ漫画のネタの中で、徐々にキャラクターの個性を明らかにしていく典型的な萌え4コマの手法を採りつつ、マニアックなTRPGネタで読者層の共感を誘う。
TRPG経験者ならゲームの知識を問わず共感できるネタから、実在のゲームに即したマニアックなネタまで、幅広く萌え4コマのフォーマットに落とし込まれている。なお、掲載誌の関係からか、ネタとして取り上げられるゲームのほとんどはF.E.A.R.社が関わっている製品である（単行本には各ゲームの概説も掲載されている）。ごくまれに『ダンジョンズ&ドラゴンズ』など他社製のゲームのネタが入ることもあるが、その場合は全く解説もされないので本当に「わかる人にはわかる」というマニアックなネタとなっている。

## 登場人物
モモ（瑞穂桃子（みずほ・ももこ））
高校二年生（連載開始時は一年生）。TRPG一直線、元気の良さは学校一と目される少女。高校入学にともないTRPG仲間を新たに集めようと、いきなりクラスメイトの机の上で「でぃやっ」とダイスを振る。これに反応したフミをTRPG仲間に引き入れたことで、物語が動き始める。
自宅の部屋は汚いが、TRPGのルールブックはクリアカバーをつけるなど、きっちり綺麗に使っている。TRPG部発足に当たり部長に就く。部長としては日常の事務仕事は苦手、会議運営もサクラコに任せているが、強化合宿での合宿所の手配や、文化祭でのコンベンションにおける茶食の提供では素早い行動を見せた。
プレイングや発想はかなり大胆で、フミが初めてゲームマスターを担当した時には、シナリオ作成の段階で「予測不可能」と評されていた。中学時代にサチやサクラコと『ダブルクロス』（第一版）を魔改造（本人は『若気の至り』と回想する）して遊んだり、『アルシャードガイア』のクラス「レジェンド」と「ガンスリンガー」で『ダブルクロス・リプレイ』の「上月永斗」を再現しようとしてサクラコに呆れられたこともある。シリアスなロールプレイは「4分しか持たない」と自ら認めるほど苦手。『アルシャード』シリーズの「加護」である「ニョルド」にこだわりを持つ。
名前の読みは連載開始時から長く「とうこ」だったが、「本当のRPG」の単行本化にあたり「ももこ」に変更されている。
サチ（烏山サチ（からすやま・さち））
モモのクラスメイト（以下サクラコまで同じ）。モモ、サクラコとは同じ中学出身で、TRPG仲間である。精緻にルールやデータを読み込むパワープレイヤーだが、ダイス目に裏切られるタイプで、『アリアンロッドRPG』のセッションで4D6（六面体ダイスを4個振る）にしながら全て「1」を出し、モモにその時の写真を取られてしまったことがある。本人もそれを気にしているらしく、RPG専門店で何回もダイスを振り直してよい目の出そうなダイスを選んだり、七夕の短冊に「ダイス目が良くなりますように」と書いていた。モモによれば、出目の悪さはランダマイザーにトランプを用いる『トーキョーN◎VA』でも悪いらしい。しかし池上先輩の卒業記念セッションではダイス目が走ってPCを全滅させ、モモに「今日のセッションで一生分の運を使い果たした」と突っ込まれている。
モモとは対照的に、TRPGのルールブックはたとえ新作であろうと短期間でボロボロになるまで使い込む。またプレイヤーキャラクター（PC）をキャラクター名ではなく能力値やスキルで記憶する癖がある。TRPG部のセッションではゲームマスター（GM）を務めることが多い。PVPに強い関心がある。
ゲームブックの愛好家でもあり、TRPGをしていない時はよく読んでいる。海外クラシック作品が好みらしく、作中では連載第1回の「カザンの闘技場」を皮切りに、「死のワナの地下迷宮」「火吹き山の魔法使い」「ソーサリー」などを読んでいる場面が確認されている。
フミ（輪島フミ（わじま・ふみ））
誰にでも敬語で話す大人しい性格だが、やはり熱心なTRPGファンの少女。中学まで実際にTRPGを遊ぶ機会はなかったため、リプレイやルールブックを読んで大量にキャラクターだけ作ったりしていた。そのため、知識先行でTRPGについて耳年増な所があるが、凝った設定を大量（かつ即興）に思いつきキャラクターに付加することが出来、モモたちと出会ってすぐに『アリアンロッドRPG』のセッションでGMを務められるほどの「即戦力」であり、メイコが入部する頃にはコアゲーマー扱いされていた。
初GMセッションでシナリオに登場する分全部のフロアマップ（しかも色分けされている）やポーン、オブジェクトマーカーなどを用意するなど几帳面だが、そのセッションで肝心のルールブックを忘れるなどどこか抜けたところも合わせ持つ。その人柄ゆえか、『アルシャードff』のセッションで「プラーナ（『セブン＝フォートレス』や『ナイトウィザード』のルール）使ってダイス増やします」と冗談で言い、GMの池上先輩らが本気で信じかけたことがある。
半魚人（『アリアンロッドRPG』のギルマン）や龍族（『異界戦記カオスフレア』のアムルタート）などの人外種族や異形の生物に憧れている。自宅では多くのペットを飼っており、その関係からか人外種のイラストは上手い。一方『ビーストバインド トリニティ』のアーツ（特技）《ナーヴジャック》の説明を生々しく説明しすぎて、メイコを苛立たせたこともある。
サクラコ（瑞穂桜子（みずほ・さくらこ））
モモの双子の妹だが、二卵性のため、外見はまったく違う。性格の方はもっと異なり、ある意味大ざっぱなモモに対して生真面目で、しばしばモモの暴走を実力行使で止めている。他の部との掛け持ちの上、クラス委員長も務めている関係で部活への参加は比較的少なめ。
『トーキョーN◎VA』の「稲垣光平」や『ダブルクロス』の「春日恭二」、『アルシャードガイア』の「ブラックロータス」、『セブン＝フォートレス』の「空導王アンブレアス＝ガェア」など、名物NPCが好きという、一風変わった男性の好みであるらしい。進路は公務員志望だが、モモから「小学生時代は警察官志望」と聞かされるや、フミから「似たプロフィールを持つ稲垣光平に影響されたのでは」と思われていた。
無意識ではあるがキャラクターメイキングで「敵っぽいクラス」を選ぶ傾向があり（『アルシャードff』では真帝国関係クラス、『ナイトウィザード』では落とし子など）、高見先生にそれを指摘された時はうろたえていた。また、GMを務めたのは高2になってからだが、その初GMセッションで（サポートについていた池上先輩の悪乗りもあったが）NPCの下衆ロールプレイが好評を得たこともあり、潜在意識で「悪」への憧憬がある。
同人誌に興味があるらしく、印刷関係に詳しい。
高見先生
モモたちのクラスの担任を務める英語担当の女教師。28歳（連載開始時は27歳）。授業中に「出席番号順」と言うべきところを「イニシアティブ（・プロセス）」というTRPG用語を口走ってしまったために、サチたちに同好の士の匂いを嗅ぎつけられる（モモだけ居眠りをしていたので気づかなかった）。TRPG部創設を支援し（本人曰く「裏工作使ってでも通してみせる」）、その顧問に収まった。TRPGを知ったのは高校時代で、友達が買ったパソコン雑誌（現在は廃刊）の記事を通して。
職員会議を無視して『ブレイド・オブ・アルカナ』のセッションに加わろうとして校内放送で呼び出されるや「みんなマローダー（殺戮者）堕ちすればいいのよ」と嘆きながら部室を出て行ったことがあるなど、社会人になるとTRPGをする時間がなかなか取れないというゲーマーの悲哀を具現化したキャラクター。試験監督中の時間を利用してキャラクターメイキングを行なうほどのコアゲーマーだが、教師としての本分は忘れていないようで、モモが授業中にも関わらずPCの成長作業をしていたことには怒っていた。年齢の事はかなり気にしており、メイコから「TRPGを始めたのは赤箱からですか」と聞かれた時には激怒していた。
過剰な設定を持つ超人的なキャラクターを好んでおり、自分のPCがたとえ低レベルであろうと「神気取り」のロールプレイを貫き通す。
高校のころはTRPG部に所属していたようで、仲間たちと共にリプレイや小説を執筆して「部誌」を作っていた。本人は当時のことは黒歴史にしたいらしい。
池上先輩
モモたちの2学年先輩（連載開始時は高校三年生）で、高見先生と同じゲームサークルに所属するヘビィゲーマー（高見先生が入会した時は小学生だった）。快活でノリがよく、初対面のモモとも相性がよいが、一方ゲーマーとしての緻密な計算能力も合わせ持つ。「グレッグ・D・白鳥院Jr.」「宇威座亜怒剣術・冥魔真っ二つ流」などネーミングセンスは凄まじく（本人曰く「かっこよさ重視」）、高見先生からは「参考にしないほうがいい」とまで言われている。
モモたちのTRPG部結成時のメンバーだった。「普段授業を聞いてれば勉強の必要はない」と豪語し、実際に高校在学中は予備校にも通いつつ10のキャンペーンをこなし（うちGMはTRPG部のものも含め4）、自宅に近い大学（サクラコ曰く「けっこういい所」）に現役合格を果たした。卒業後は学業の傍らOGとしてTRPG部によく遊びに来ている。またTRPGコンベンションでのスタッフも務めている。
高見先生と出会った頃は主に『セブン＝フォートレス』を遊んでいたが、当時は「日曜朝からやってた特撮ヒーローまんま」のキャラクターばかり作っており、本人はそれを黒歴史にしたいらしい。また『セブン＝フォートレス』を使って学園物シナリオやPCをモンスターにするなど、かなり凝ったセッションもしていた。
メイコ（深山芽衣子（みやま・めいこ））
池上先輩の卒業後、新たに入った新部員の一年生。経験者（実プレイ歴はフミより半年短い）だが兄のサークルのみでのTRPG経験のため、やや一般的ではないところがある。入学式の最中に同好の士を探すべくダイスを振るも、後ろに並んでいた野々宮に「落とした」と勘違いされ不発に終わる。しかしTRPG部の存在を知ってその門を叩き、すぐに『ブレイド・オブ・アルカナ』のセッションに参加。その時に「特殊因果律はいくつまでOKか」と質問したことでモモたちから猛者扱いされた。熱意が空回りするところがあり、また整理整頓が不得手。
野々宮
メイコが入学式で出会い、クラスメイトとなった無表情系の少女。通称は「ののみ」。メイコからTRPGの楽しさを聞かされていたが、彼女の説明が要領を得ないものだったことから自らTRPG部に足を運び、興味を持ちつつある。ゲームに誘われた時は、美術部員だけあってキャラクターシートへの自画像の描画に異様なこだわりを見せる。穏健な性格だが、メイコに対してはぶっきらぼうな態度を取る。回が進むに連れ、学則を無視したパンキッシュな服装になりつつあり、学校祭ではメイコから「そろそろ制服の原型ないね」と言われていた。

## 作中で取り上げられたTRPG
- アルシャード(ff,ガイア)
- トーキョーN◎VA
- ブレイド・オブ・アルカナ
- アリアンロッドRPG(初版,2E)
- 異界戦記カオスフレア
- ダブルクロス
- 天羅WAR
- ナイトウィザード
- エンゼルギア 天使大戦TRPG
- テラ:ザ・ガンスリンガー[27]
- セブン＝フォートレス
- クラシック・ダンジョンズ&ドラゴンズ
- 天下繚乱RPG
- 異能使い 第二式
- ビーストバインド トリニティ

## TRPGリプレイ『本当のRPG』
2010年7月に『ゲーマーズ・フィールド別冊』Vol.20「まるごとQuickStart!!」の企画として掲載されたリプレイ作品。2012年1月には「翼の折れた愛と青春」との合本でファミ通文庫から文庫化されている（書名は『本当のRPG』）。リプレイの執筆はゲームマスター（GM）でもある齋藤幸一が担当。安達洋介は挿絵執筆の他、プレイヤーとしても参加している。

### 概要
『ゲーマーズ・フィールド』で『QuickStart!!』の特集を組むに当たり企画されたリプレイである。GMにはFEARの新鋭ライターである齋藤幸一が、安達と鈴吹太郎の指名で務めることになった。
使用システムについては齋藤、安達、鈴吹の協議で『アルシャードガイアRPG』が採用された。一方でシナリオは『QuickStart!!』の登場人物が『アルシャードff』を遊んでいる最中に『アルシャードff』の舞台であるミッドガルドに飛ばされ、自分たちが作ったプレイヤーキャラクターになって冒険するという形を取る。これ故、本リプレイは「架空のプレイヤー(ここではモモたち)が自分自身をモデルに作ったPC」に「架空のプレイヤー自身が乗り移ってしまう」という非常に複雑な構造（モモのプレイヤーを務めた田中天は「二重メタ構造」と評した）になっている。そのため、現実のプレイヤーが作ったPCとは、「架空のプレイヤー」たちの性格をまずイメージして、彼女らが自分自身がこうありたいと思っている変身願望を形にしたもの、といえる。また、「架空のプレイヤー」たちは、ゲーム内世界で「架空のキャラクター」としての人格を演じようとする。そしてこの様子を「現実のプレイヤー」がロールプレイするため、「架空のプレイヤー」と「架空のプレイヤーの理想形であるPC」の二つのロールプレイが同時にゲーム中で扱われている。
このセッションに当たり、GMの齋藤は安達の監修のもと、オリジナルのオーヴァーランダー・オルタナティブクラスである「OVL:Quick Start!!」を作成した。プレイヤーキャラクターは全員が「OVL:Quick Start!!」（シャードの加護は《ブラギ》）を取得している。なお、「OVL:Quick Start!!」の特技は、初出時にはモモ、サチ、フミ、メイコ、高見先生のキャラクターをそれぞれ反映した5種類だったが、文庫化に際しサクラコと池上先輩を反映した2種類が追加されている。

### あらすじ
いつものようにセッションに勤しむTRPG部。今日のルールはサチGMの『アルシャードff』だ。だが、プリプレイを終えて休憩に入った時、異変は起こった。サチが図書館で借りてきたという本の表紙にはまっていたクリスタルが部室を覆う光を放ち…ふと気づけば、サチ以外の4人は『アルシャードff』の舞台・ミッドガルドに飛ばされていた。4人の手には、サチのシナリオと思しき紙片。それは光を放ち、シャードへと変わった。
交易都市ウィンカスターに集う4人。そこでモモは驚くべき情報を高見先生たちに伝える。サチがレイスナイトの姿で真帝国軍の兵士たちと共に行動しているというのだ。何が自分たちに起きたのか。シャードとなった紙片の意味は。モモが助けたアカデミーの学生・キルシュも加えての珍道中の中で、4人は事件の真相に迫っていく。

### 登場人物・用語

#### プレイヤーキャラクター（PC）
プレイヤーによって操作するキャラクター。名前の横にカッコで記述されているのはプレイヤー名である。キャラクタークラスについてスラッシュで複数書かれている場合はマルチクラスによりクラスを複数有していることを表す。キャラクタークラスの横のレベルはセッション開始時のもの。OVL:Quick Start!!取得をGMより義務付けられている関係で、キャラクターの総合レベルは初期レベルより1多い4となっている。また基本4クラスを4人で分担していないが、GMは高見先生が取得したワードの加護を《オーディン》とすることでブラックマジシャン相当とみなして許可している。
瑞穂桃子（田中天）
キャラクタークラス : ファイター (Lv.1) / ワード (Lv.1) / ソードマスター (Lv.1) / OVL:Quick Start!! (Lv.1)
作中セッションのPC1を担当。自分の名前にちなんで意富加牟豆美命（オオカムヅミノミコト）を源流に持ち、そこから切り出された木剣を振るって戦う―というPC設定。
ミッドガルドの荒野に投げ出され途方に暮れていたところ、レイスナイトの姿のサチに率いられる真帝国軍に追われていたキルシュを助け、ウィンカスターに向かう。
輪島フミ（すがのたすく）
キャラクタークラス : スカウト (Lv.1) / ホムンクルス (Lv.1) / ダークワン (Lv.1) / OVL:Quick Start!! (Lv.1)
作中セッションのPC2を担当。PC名は自分の名前とおなじ「フミ」。原作におけるフミのPC傾向からホムンクルスとダークワンを取得しており、田中のアドリブをすがのが取って「輪島財閥によって、亡くなった本物のフミの代わりに作られたが、親から『こんな子じゃなかった』と疎まれている」というPC設定がついた。
ジリエザに同行してビフロストの橋の鍵の奪取に向かうが、そこでグリュー率いる真帝国軍に遭遇。手にしていたハンドアウト通りの行動や言動でグリューを混乱させた。結局鍵は奪われ、フミはジリエザ一味と共にウィンカスターに向う。
深山芽依子（安達洋介）
キャラクタークラス : ホワイトメイジ (Lv.1) / リターナー (Lv.2) / OVL:Quick Start!! (Lv.1)
作中セッションのPC3を担当。PC名は自分の名前をカタカナ表記した「メイコ」。兄の影響を強く受けている原作でのメイコの設定を踏まえ、PC設定は「TRPGをやらないヤツは人間のクズ」という思想を持つコンピュータ「ビッグブラザー」が支配する世界からやってきたリターナー。
世界間の無秩序な融合を危惧するグラーフの依頼でウィンカスターに降下、他の3人と合流する。
高見先生（鈴吹太郎）
キャラクタークラス : ワード (Lv.3) / OVL:Quick Start!! (Lv.1)
作中セッションのPC4を担当。神プレイを得意とする先生らしく「この世界の旧支配者」「真名を知った者は発狂する」というPC設定。フルネームを名乗ると他人を発狂させてしまうという理由で、高見先生の下の名前がこのリプレイで明かされることはなかった。高見神という神格の転生体らしいが、この神はあまりにも上位の存在なのでどのような神かは誰も知り得ない。
キャラクターメイキングでワードを3レベルまで取得したため、プレイヤーの鈴吹は田中から「モモは原作のイメージを壊さないクラス構成にしたのにずるい」と突っ込まれた。
プレーヤーである鈴吹は、今回予告が「少女たちはシナリオを超える」で終わっているにもかかわらず高見先生がPCとして参加していることについて「じゃあ先生も少女なのかよ！」とGMにツッコミを入れたが、「女の子は心がキラキラ輝いていればいつまでだって少女ですよ」という理由で納得している。
グラスヘイムのアルフレッド邸に出現し、アルフレッドから、グリューのビフロストの橋起動計画を阻止するよう依頼される。

#### ノンプレイヤーキャラクター（NPC）
ゲームマスターが操作するキャラクター。
“予言の聖女”サチ
グリューによって洗脳されてしまったサチ。
自身のダイス目の悪さに対する反動から、ゲームマスターの力により無限に《ヘイムダル》と《バルドル》を使うことができる（つまりサチを含めた敵の判定を全てクリティカルにできる）。
キルシュ
サクラコと瓜二つの容姿をもつ少女で、サチのシナリオにおけるヒロイン役。
アカデミーの学生で、ビフロストの橋を研究している。
幼い頃、モモによく似た女の子と遺跡を探検し、「何かの鍵」を見つけた。それをお守りとして大切に持っていたが、それこそがシナリオを成功に導く鍵となるのだった。
ジリエザ
ルール第一版サプリメント『アメージング・ワールド』及び『アルシャードff』サプリメント『ミッドガルド』の公式NPC。“鉄姫”の異名を持つドヴェルグの空賊にして飛空艇「アイアンメイデン」の船長。
アルフレッド
ルール第一版基本ルールブック以来の公式NPC。真帝国教会聖務枢機卿。
グスタフ・ヨーゼフ2世
ルール第一版基本ルールブック以来の公式NPC。真帝国皇帝。
ヘルムート・ゾンバルト
ルール第一版基本ルールブック以来の公式NPC。真帝国軍西部方面軍司令官。
グリュー・ラテム
真帝国銀十字軍情報部の将校で、「ビフロストの橋」起動計画の責任者。

#### 用語
ビフロストの橋
世界と世界とを繋ぐ通路を作り出すレリクス（古代の道具）。リプレイ「虹の彼方から」や「アルシャードトライデント」でも言及されている重要アイテムであるが、今回登場するものは不完全な模倣品。繋げた世界同士を融合させてしまう欠陥があるのだという。グリューは、そこに奈落も融合させ、世界を滅ぼそうとしている。
竜の石像
ビフロストの橋の鍵を守る石像。サチ謹製のリドルを解かなくては道を通してくれない。

## 単行本
- 1巻 2008年12月発売 ISBN 978-4-86224-039-2 単行本紹介
- 2巻 2011年4月27日発売 ISBN 978-4-86224-063-7 単行本紹介
- 3巻 2012年5月22日発売[30] ISBN 978-4-86224-078-1 単行本紹介
- 4巻 2015年12月27日発売